# Inostemma rossicum
Inostemma rossicum är en stekelart som först beskrevs av Győző Szépligeti 1901.
Inostemma rossicum ingår i släktet Inostemma och familjen gallmyggesteklar. Inga underarter finns listade i Catalogue of Life.